# Jusuf as-Suwajd
Jusuf as-Suwajd, Youssef Al-Suwayed (arab. ‏يوسف سويد‎; ur. 20 września 1958) – kuwejcki piłkarz, reprezentant kraju, grający na pozycji pomocnika.

## Kariera piłkarska
As-Suwajd w latach 1975–1992 występował w drużynie Kazma SC. Jako zawodnik Kazmy dwukrotnie zdobył Mistrzostwo Kuwejtu w sezonach 1985/86 i 1986/87. Trzy razy wygrał Puchar Emira Kuwejtu w sezonie 1981/82, 1983/84 i 1989/90. Dodatkowo triumfował w rozgrywkach o Puchar Mistrzów Zatoki Perskiej w sezonie 1986/87. W 1992 zakończył karierę piłkarską.
As-Suwajd zadebiutował w reprezentacji w 1979. Uczestnik Igrzysk Olimpijskich 1980, podczas których zagrał w dwóch spotkaniach z Czechosłowacją i ZSRR. 
W 1982 został powołany przez trenera Carlosa Alberto Parreirę na Mistrzostwa Świata, gdzie reprezentacja Kuwejtu odpadła w fazie grupowej. As-Suwajd wystąpił w grupowym meczu z Anglią.
As-Suwajd był także częścią drużyny narodowej podczas Pucharu Azji 1980 (mistrzostwo), 1984 (3. miejsce). Po raz ostatni w drużynie narodowej pojawił się w 1992.
| Wybrane mecze i gole w reprezentacji | Wybrane mecze i gole w reprezentacji | Wybrane mecze i gole w reprezentacji | Wybrane mecze i gole w reprezentacji | Wybrane mecze i gole w reprezentacji | Wybrane mecze i gole w reprezentacji | Wybrane mecze i gole w reprezentacji |
| #                                    | Data                                 | Miasto                               | Przeciwnik                           | Gol                                  | Wynik                                | Rozgrywki                            |
| ------------------------------------ | ------------------------------------ | ------------------------------------ | ------------------------------------ | ------------------------------------ | ------------------------------------ | ------------------------------------ |
| 1.                                   | 25.07.1980                           | Moskwa                               | Czechosłowacja                       |                                      | 0:0                                  | IO 1980                              |
| 2.                                   | 27.07.1980                           | Moskwa                               | ZSRR                                 |                                      | 1:2                                  | IO 1980                              |
| 3.                                   | 25.06.1982                           | Bilbao                               | Anglia                               |                                      | 0:1                                  | MŚ 1982                              |
| 4.                                   | 10.03.1984                           | Maskat                               | Zjednoczone Emiraty Arabskie         |                                      | 0:2                                  | Puchar Zatoki Perskiej               |
| 5.                                   | 12.03.1984                           | Maskat                               | Bahrajn                              |                                      | 1:0                                  | Puchar Zatoki Perskiej               |
| 6.                                   | 16.03.1984                           | Maskat                               | Katar                                |                                      | 1:2                                  | Puchar Zatoki Perskiej               |
| 7.                                   | 20.03.1984                           | Maskat                               | Arabia Saudyjska                     |                                      | 1:1                                  | Puchar Zatoki Perskiej               |
| 8.                                   | 22.03.1984                           | Maskat                               | Irak                                 |                                      | 1:3                                  | Puchar Zatoki Perskiej               |
| 9.                                   | 25.03.1984                           | Maskat                               | Oman                                 |                                      | 0:0                                  | Puchar Zatoki Perskiej               |
| 10.                                  | 14.04.1984                           | Singapur                             | Bahrajn                              | Gol                                  | 2:0                                  | El. IO 1984                          |
| 11.                                  | 17.04.1984                           | Singapur                             | Korea Południowa                     |                                      | 0:0                                  | El. IO 1984                          |
| 12.                                  | 19.04.1984                           | Singapur                             | Nowa Zelandia                        |                                      | 2:0                                  | El. IO 1984                          |
| 13.                                  | 22.04.1984                           | Singapur                             | Arabia Saudyjska                     |                                      | 1:4                                  | El. IO 1984                          |
| 14.                                  | 13.12.1984                           | Singapur                             | Chiny                                |                                      | 0:1                                  | Puchar Azji 1984                     |
| 15.                                  | 16.12.1984                           | Singapur                             | Iran                                 |                                      | 1:1                                  | Puchar Azji 1984                     |
| 16.                                  | 23.03.1986                           | Riffa                                | Arabia Saudyjska                     | Gol                                  | 3:1                                  | Puchar Zatoki Perskiej               |
| 17.                                  | 25.03.1986                           | Riffa                                | Oman                                 |                                      | 2:0                                  | Puchar Zatoki Perskiej               |
| 18.                                  | 28.03.1986                           | Riffa                                | Zjednoczone Emiraty Arabskie         |                                      | 1:0                                  | Puchar Zatoki Perskiej               |
| 19.                                  | 01.04.1986                           | Riffa                                | Katar                                |                                      | 2:1                                  | Puchar Zatoki Perskiej               |
| 20.                                  | 03.04.1986                           | Riffa                                | Irak                                 | Gol                                  | 2:1                                  | Puchar Zatoki Perskiej               |
| 21.                                  | 22.09.1986                           | Daejeon                              | Nepal                                | Gol                                  | 5:0                                  | Igrzyska Azjatyckie 1986             |
| 22.                                  | 24.09.1986                           | Daejeon                              | Japonia                              | Gol                                  | 2:0                                  | Igrzyska Azjatyckie 1986             |
| 23.                                  | 26.09.1986                           | Daejeon                              | Iran                                 |                                      | 1:0                                  | Igrzyska Azjatyckie 1986             |
| 24.                                  | 01.10.1986                           | Busan                                | Chiny                                | Gol                                  | 1:1                                  | Igrzyska Azjatyckie 1986             |
| 25.                                  | 03.10.1986                           | Seul                                 | Arabia Saudyjska                     | Gol                                  | 2:2                                  | Igrzyska Azjatyckie 1986             |
| 26.                                  | 27.02.1987                           | Doha                                 | Iran                                 |                                      | 1:2                                  | El. IO 1988                          |
| 27.                                  | 22.09.1989                           | Kuwejt                               | Katar                                |                                      | 1:0                                  | towarzyski                           |
| 28.                                  | 08.11.1989                           | Kuwejt                               | Irak                                 |                                      | 1:2                                  | towarzyski                           |
| 29.                                  | 12.11.1989                           | Kuwejt                               | Iran                                 |                                      | 1:0                                  | towarzyski                           |
| 30.                                  | 18.10.1992                           | Kuwejt                               | Iran                                 |                                      | 1:1                                  | towarzyski                           |

## Sukcesy
Kuwejt
- Puchar Azji (2): 1980 (1. miejsce), 1984 (3. miejsce)

Kazma Sporting Club
- Mistrzostwo Kuwejtu (2): 1985/86, 1986/87
- Puchar Emira Kuwejtu (3): 1981/82, 1983/84, 1989/90
- Puchar Mistrzów Zatoki Perskiej (1): 1986/87